# (300097) 2006 UM256
(300097) 2006 UM256 es un asteroide perteneciente al cinturón de asteroides, descubierto el 28 de octubre de 2006 por el equipo del Spacewatch desde el Observatorio Nacional de Kitt Peak, Arizona, Estados Unidos.

## Designación y nombre
Designado provisionalmente como 2006 UM256.

## Características orbitales
2006 UM256 está situado a una distancia media del Sol de 2,941 ua, pudiendo alejarse hasta 3,217 ua y acercarse hasta 2,666 ua. Su excentricidad es 0,093 y la inclinación orbital 5,865 grados. Emplea 1843,03 días en completar una órbita alrededor del Sol.

## Características físicas
La magnitud absoluta de 2006 UM256 es 16,9.